# اقتصاد الشبكات
اقتصاد الشبكات (بالإنجليزية: Network economy)‏ هو نظام اقتصادي ناشئ داخل مجتمع نظم معلومات. الاسم ينبع من السمة الرئيسية له وهي المنتجات والخدمات والقيم مضافة اليه من الشبكات الاجتماعية التشغيلية عن طريق مقاييس كبيرة أو عالمية. ويوجد فيه تناقض حاد في اقتصاد العصر الصناعي التي هي من الممتلكات الفكرية أو المادية الناشئة من تنمية التطور الصناعي والتقني عن طريق مؤسسة واحدة.
نماذج الأعمال تلتقط الحقوق الملكية للقيم التي هي جزء لا يتجزأ ولا يستغني عنه في المنتجات والخدمات المنتجة عن طريق استكشاف الشبكات الاجتماعية الجارية.